# Обломовщина
Обломовщина, по имени героя романа Ивана Гончарова «Обломов» — нарицательное слово для обозначения личностного застоя, рутины, апатии, и, в частности, лени. Тем не менее, нельзя назвать это понятие лишь ленью. Обломовщина также включает в себя склонность к созерцательному, неторопливому образу мышления, мягкости души. В указанном романе слово «обломовщина» впервые употребил Андрей Штольц, а затем его повторял и сам Обломов, характеризуя собственный образ жизни.
Этому явлению посвящена критическая статья Николая Александровича Добролюбова «Что такое обломовщина?», в которой публицист высказал свои взгляды на истоки обломовщины — они, по его мнению, кроются в традиционном крепостном укладе жизни России в условиях до реформы Александра II (до 1861 года).